# ГУМ
ГУМ (рус. ГУМ, скраћено од Главный универсальный магазин) је најпознатији трговински центар у Москви саграђен 1893. године. У време Совјетског Савеза звао се такође „ГУМ” али слово „Г” није означавало реч „главни” (рус. Главный) већ „државни” (рус. Государственный). Пре Октобарске револуције имао је друго име – Верхние торговые ряды, које се и данас понекад користи.
ГУМ је пројектовао архитекта Александар Померанцев, а за градњу је био задужен инжењер Владимир Шуков. Они су освојили 1. место на конкурсу, који је одржан у Москви 1888. године. Аутори су при градњи комбиновали гвожђе, стакло и елементе старе руске архитектуре. Троспратна зграда с дубоким сутереном, који се састоји од три уздужна пролаза, има више од хиљаду трговина. Изградња плафонских пролаза – стаклено-металне решетке у облику лука – јединствено је и храбро решење на крају 19. века. Током владавине Стаљина ГУМ је био затворен и у њему су се налазиле канцеларије. ГУМ је поново отворен као робна кућа 1953. године.
Зграда се налази на Црвеном тргу у центру Москве.

## Галерија
- Поглед с другог спрата
- Икона на улазу
- Зграда спреда
- ГУМ ноћу